# Филипп Ибелин
Филипп Ибелин (фр. Philippe d'Ibelin; до 1180 — 1227) — дворянин, регент Кипрского королевства с 1223 года (фактически с 1218 года).

## Биография
Филипп Ибелин был сыном крестоносца Балиана Ибелина и Марии Комниной, вдовы иерусалимского короля Амори I.
Филипп впервые упоминается в документах в 1206 году, когда он вместе со старшим братом Жаном сопровождал племянницу Алису для свадьбы с кипрским королём Гуго I. К 1217 году оба брата окончательно перебрались на Кипр — вероятно, из-за конфликта с иерусалимским королём Иоанном.
В 1218 году король Гуго I скончался. Так как его сын Генрих был ещё очень мал, то регентом при нём была назначена его мать Алиса, но фактическим правителем стал именно Филипп. Он использовал своё положение для усиления влияния дома Ибелинов на острове.
В 1223 году между Филиппом и Алисой произошёл раскол по вопросу отношения к православной церкви. Будучи не в силах противостоять Филиппу, Алиса удалилась на материк в Триполи, оставив остров во власти Филиппа.
В 1225 году Филипп получил информацию, что император Священной Римской империи Фридрих II готовится к новому крестовому походу, и хочет получить доходы от Кипрского королевства. Поэтому он срочно короновал 8-летнего Генриха королём Кипра, а себя сделал при нём регентом. Его действия были одобрены враждовавшим с императором папой Гонорием III.
Филипп Ибелин умер в 1227 году, до прибытия императора на Кипр и перехода конфликта в открытую фазу. Регентом при малолетнем короле после его смерти стал его старший брат Жан.

## Семья и дети
Филипп был женат на Алисе Монбельяр. У них было двое детей:
- Мария (ум. до 1244), стала монахиней
- Жан (ум.1266), граф Яффы и Аскалона (1246—1266)